# 井莉
井莉（1945年10月29日—2017年12月9日），籍貫山東濟南，是1970年代華語電影的紅星。
她在济南出生、在台湾長大，其父為著名演員井淼，其兄為台灣演員井洪，年少時念完金陵女中後，1963年由於父親加盟邵氏，全家移居香港九龍，在香港沒念完大學就出道。1966年在就讀香港珠海大學社會教育系二年級時因與邵氏電影公司簽約成為基本演員，因而休學。出道作品即是由瓊瑤小說改編的《船》（1967年）。《雲泥》(1968年)是首部主演的電影。也因此片於1969年獲第七屆金馬獎『最有希望之女星』特別獎。

## 生涯

### 邵氏一代俠女
1967年的《神劍震江湖》由鄭佩佩主演，井莉跑龍套演丫環，她外型清秀、氣質出眾，獲得瓊瑤的賞識，後來公司給她接了一部瓊瑤電影《船》，戲份僅次於何莉莉，她表現非常搶眼，迅速為人熟悉。在《七俠五義》和《寒煙翠》演出廣獲好評後，1968年在郭嗣汾的同名小說改編電影《雲泥》中首次擔正女主角，當時導演陶秦大讚井莉的可塑性，表示她外表柔弱，但內心是一位堅強勇敢的女子，其推斷她的戲路會非常之廣。在《雲泥》中井莉飾演因男朋友飛機失事患上精神分裂的純情少女，「雲」與「泥」常常在她的夢中交纏，時而憂鬱哀愁、時而放縱乖張，複雜的人性角色盡情展現她的演技，在觀眾們的心中由偶像派升格為實力派演員，井莉更憑此片獲得第七屆金馬獎“最有希望之女星”特別獎。之後星路大開便受到邵氏力捧，文藝片與古裝武俠片都可以看到她的表演，在邵氏也愈來愈當紅，另外一部《小樓殘夢》，是井莉文藝片的巔峰之作。70年代的香港市場仍然以武俠片為主。井莉的長相既不屬於古典美女，又沒有打女的英姿，只好演良家婦女。1971年她參演狄龍與姜大衛主演的《無名英雄》井莉和姜大衛演情侶，狄龍之後就和井莉合作了《拳擊》、《刺馬》、《馬永貞》等作品，進入楚原時代後，兩人又拍了《天涯明月刀》、《多情劍客無情劍》和《魔劍俠情》等作，是當時很紅的一對銀幕情侶。

動作片名導張徹在1970年代初期主打姜大衛與狄龍的雙人搭檔，陪襯他們的女主角常常是井莉。在經典的《刺馬》中，井莉演的正是引發兄弟反目的大哥之妻，是推動情節很重要的關鍵人物。張徹的時代之後，井莉在引發古龍武俠風潮的《流星蝴蝶劍》飾演江湖幫會的老伯之女小蝶，已然年過三十，在柔光鏡頭和楓林佈景互相輝映下，井莉看上去就是不食人間煙火，對白也因而一句比一句文藝腔，和宗華扮演的孟星魂搭配大受觀眾歡迎，就此成為楚原的古龍武俠片女主角不二人選，不管片中的大俠是宗華、狄龍、姜大衛還是劉永，女主角始終有井莉。楚原難得一回改換題材拍攝金庸的《倚天屠龍記》，男主角找了爾冬陞，女主角還是井莉。

70年代井莉的戲路轉以武俠奇情居多，扮演江湖客鍾情的紅粉佳人，劇中的井莉魅力十足，雖然她的戲份未必最多，但卻總讓人離不開目光。於80代，香港電影圈興起一陣賭片熱潮，井莉於81年到臺灣主演電影《賭王鬥千王》飾演“女老千”角色，有別於她以往演開的清純形象，但演技精湛的她一樣手到拿來。邵氏前後出現過十多位當家花旦，據非正式統計，井莉可能是主演過最多影片者，古裝、時裝、民初、文藝、武俠、喜劇都能演，她也曾透露幾乎沒有在邵氏爭取過什麼角色，唯一一次是想演李翰祥執導的《傾國傾城》珍妃，然而想到自己的片約已經夠多，也就不想再去爭搶。她拍楚原武俠片時，會試不同的妝容，總是選最淡的那個，拍出來的效果最好。

### 轉戰電視劇
離開了邵氏後，井莉不時受邀回台灣拍戲，仍有《賭王鬥千王》這樣的超級熱賣名作。除了大銀幕上仍炙手可熱，小螢幕的邀約也來了，她秉持在邵氏拍片時的原則，酬勞、檔期講得清清楚楚，合約一過期就不會再遷就，一檔台視武俠劇《玉佛心燈》演了一半就退出換別人接手。她對接戲與否也很謹慎，曾經把編劇之前作品的錄影帶都要回家，看過之後才能決定。她最後一齣戲在1985年赴台拍攝中視連續劇《楚留香新傳》的第二單元『蘭花傳奇』，飾演名妓蘇蘇，背後卻有驚人的秘密，在台首播時開出高收視，她也與製作人周令剛簽了經紀約，然而卻再也沒有參與任何電影和電視的演出。

### 息影之後
因為家庭的關係，井莉6歲便登上舞臺，17年拍58部片，40歲為愛消失。最後一部電影作品是1983年的《少林與武當》。當年，她的丈夫謝宏中傳出緋聞，為了挽救婚姻，她毅然選擇息影，不過她在兩年後還是離婚了。離婚後，1985年井莉赴台拍攝中視連續劇《楚留香新傳》第二單元《蘭花傳奇》，拍攝完後即宣佈息影。2002年為邵氏推出影碟而接受《明報》訪問，她說當年憾事是未有機會跟李翰祥合作。她稱知道李翰祥拍《傾國傾城》時，很想自薦演珍妃，但當時她已接拍兩大導演張徹與楚原的戲，還自薦怕被人指貪心，爭戲做。

井莉在訪問中也提及一段失敗婚姻，她於1970年跟謝宏中結婚，謝宏中英文名叫Philip，媒體暱稱他做「謝菲臘」。兩人認識時間很短便結婚，當年傳媒形容為閃電結婚，但兩人也是才子與佳人配。井莉一向多追求者，她曾為緋聞作公開澄清。遇上謝宏中，對方追求攻勢是天天站在她家門外守候，終打動芳心；其間，有傳井莉跟東南亞某國王子交往，令她很激氣，毅然急流勇退，嫁給謝宏中。井莉與謝宏中育有一對子女，兩人的婚姻只維持了15年，有第三者介入，井莉決定退出。井莉透露前夫在香港打長途電話給她，向她道歉說對不起，耽誤了她15年的青春。井莉不乏追求者，她曾說婚姻失敗是她人生最大挫折。

2002年，有傳電視藝員李子奇向她展開追求，但兩人皆否認緋聞，說彼此只是好朋友關係。

論合作男星的顏值和影響力，井莉真的可以說是「男神收割機」的鼻祖，在不同電影中，享受著「呵護有楊帆，儒雅是張翼；官配為狄龍，小姜任調戲；曾甩爾冬陞，舊愛為秦沛；岳華做夫婿， 凌雲宗華隨便睡」的待遇。與她同時期的邵氏一線男明星的不同男神款型，都必須和邵氏花旦井莉合作。提到井莉，公認的氣質美女，無論是戲里戲外，從出道到老年，不同時段的井莉總會讓人過目難忘。也就是說不做作、自然、有一點點派頭。井莉身上所詮釋的那種味道，不一定是特別嬌艷，但很特別。

老搭檔狄龍曾一直誇井莉長的美，一起合作過的1971年電影《拳擊》之後才明白，她的美，美在於一種大家閨秀的氣質，也許第一眼不驚艷，但就是讓人看后忘不了。井莉到底有多美，狄龍為何沒有追到她？多年後，狄龍在訪談中這樣回應，首先被記者問與井莉合作那麼多，會不會擦出一些感情，狄龍回應有點缺乏自信，也許是井莉太完美，許多男性不敢靠近，狄龍說：「她太漂亮了。開著豪車來拍戲，追她的都是香港大富，我小小一個明星仔，怎麼敢動心呢？」

### 俠女謝幕
2017年李子奇獲知井莉離開的消息時表示傷心，更讚對方是位很好的美人。狄龍也是跟井莉合作次數多的小生，他曾形容井莉很有氣派，像一個未進化的古典美人，充滿着文藝氣息。姜大衛在邵氏年代跟井莉合作過幾部電影，包括《馬永貞》、《刺馬》等，問到他跟井莉合作的印象？他說：「她為人大癲大肺，很開心。自從她息影後，大家已很少聯絡，不知道她的身後事如何安排。多年前在超級市場見過面，大家也有打招呼，不過都是好耐的事情。」姜大衛指當年大家很投契，會研究場戲如何去演，可能大家年齡相近，是特別好傾的。

跟井莉私交甚篤的馬海倫得知了井莉的離開，表示感到非常、非常難過，1970年井莉結婚，她擔任伴娘，當時的井莉是大家的歡樂組組長。井莉近年少出席公開場合，只跟已退出娛樂圈的邵氏明星有來往。另一位井莉好友焦姣接受《明報》電話訪問時很傷感，對井莉離開的消息感惋惜。她說：「我們一齊從台灣過來香港發展的，有太多回憶講不完，不過我們好耐無聯絡，都是前兩日從朋友口中得知她過世消息，到我們這個年紀都是這樣的……現在的人都長壽、健康的，她就早走了一點。」
井莉最後幾次公開露面，除了擔任香港電影金像獎頒獎嘉賓外，就屬邵氏老片首度發行DVD時，她與老搭檔狄龍出來受訪，不避諱婚姻後來失敗(1970年結婚，1984年離異)，狄龍一直鼓勵她找到好的劇本就再復出，老粉絲也曾經充滿期待，可惜現在應已無法實現。

## 電影
| 年份 | 片名                 | 導演         | 角色     | 合作演員                                                   |
| ---- | -------------------- | ------------ | -------- | ---------------------------------------------------------- |
| 1967 | 神劍震江湖           | 徐增宏       | 巧兒     | 鄭佩佩、張翼、羅烈、舒佩佩、陳鴻烈、劉家良、顧文宗         |
| 1967 | 船                   | 陶秦         | 鄭湘怡   | 楊帆、陳燕燕、田豐、金漢、何莉莉、林嘉、金峰               |
| 1967 | 七俠五義             | 徐增宏       | 金花     | 張翼、喬莊、丁紅、羅烈、楊志卿、顧文宗、井淼               |
| 1968 | 寒煙翠               | 嚴俊         | 章凌雲   | 方盈、王俠、喬莊、岳華、白琳、歐陽莎菲、嚴俊               |
| 1968 | 雲泥                 | 陶秦         | 熊素素   | 楊帆、潘迎紫、黃宗迅、張佩山、井淼、翟諾、焦姣、楊志卿     |
| 1969 | 陰陽刀               | 陶秦         | 銀賽兒   | 凌雲、井淼、林蛟、鄭雷、陳鴻烈、尤情                       |
| 1969 | 十二金錢鏢           | 徐增宏       | 袁玉蓉   | 羅烈、田豐、鄭文靜、何明中、房勉、午馬、唐佳               |
| 1970 | 一池春水             | 羅臻         | 阿香     | 宗華、王萊、陳雲華、賀賓                                   |
| 1970 | 大羅劍俠             | 徐增宏       | 柳明珠   | 張翼、舒佩佩、馬海倫、金童、鄭文靜、顧文宗                 |
| 1970 | 雙囍臨門             | 秦劍         | 李明珠   | 金峰、高寶樹、梁醒波、李壽祺、歐陽莎菲、魏平澳             |
| 1971 | 劍女幽魂             | 郭南宏       |          | 陳鴻烈、江南、蔡弘、郝屢仁、蘇真平、柯佑民                 |
| 1971 | 夕陽戀人             | 井上梅次     | 黄小萍   | 秦沛、歐陽莎菲、李鵬飛、妞妞、衛子雲、田豐、凌霄           |
| 1971 | 拳擊                 | 張徹         | 玉蘭     | 狄龍、劉蘭英、谷峰、姜大衛、王鐘、陳星                     |
| 1971 | 無名英雄             | 張徹         | 洪銀鳳   | 狄龍、谷峰、姜大衛、王鐘、陳星、井淼、楊志卿               |
| 1972 | 仇連環               | 鮑學禮       | 沈菊芳   | 陳觀泰、田青、王鐘、朱牧、楊志卿                           |
| 1972 | 四騎士               | 張徹         | 蘇瑪     | 狄龍、姜大衛、陳觀泰、王鐘、李麗麗、金霏、倉田保昭         |
| 1972 | 馬永貞               | 張徹、鮑學禮 | 金鈴子   | 陳觀泰、姜大衛、姜南、谷峰、田青、馮毅、王清               |
| 1972 | 惡客                 | 張徹         | 玉蘭     | 狄龍、姜大衛、倉田保昭、顧秋琴、陳星、楊斯                 |
| 1972 | 落葉飛刀             | 張一湖       | 關悅花   | 李麗麗、凌雲、井淼、顧文宗、朱由高、金琪珠、石天           |
| 1972 | 少奶奶的絲襪         | 桂治洪       | 謝海倫   | 田青、凌玲、凌霄、鄭君綿、曾楚霖、石天、王清河             |
| 1973 | 七十二家房客         | 楚原         | 阿香     | 胡錦、田青、岳華、何守信、沈殿霞、劉一帆                   |
| 1973 | 刺馬                 | 張徹         | 米蘭     | 狄龍、陳觀泰、姜大衛、井淼、王將、鄭雷                     |
| 1973 | 梅山收七怪           | 山內鐵也     | 月桂     | 金霏、常楓、山茅、岳陽、韋弘、葛香亭                       |
| 1974 | 香港73               | 楚原         | 周玉芳   | 岳華、凌雲、何守信、劉陸華、李鵬飛、李燕萍                 |
| 1974 | 舞衣                 | 楚原         | 朱黛     | 何莉莉、徐楓、岳華、凌雲、林偉圖、葉靈芝、宗華、詹森       |
| 1975 | 大劫案               | 楚原         | 肖芬     | 陳觀泰、凌雲、李修賢、王鐘、岳華、宗華、劉午琪、顧冠忠     |
| 1976 | 丁一山               | 鮑學禮       | 王玲     | 凌雲、韋弘、汪洋、楊志卿、劉慧玲                           |
| 1976 | 流星蝴蝶劍           | 楚原         | 小蝶     | 宗華、凌雲、王鐘、谷峰、陳萍、王俠、羅烈                   |
| 1976 | 天涯明月刀           | 楚原         | 秋玉貞   | 狄龍、羅烈、唐雲、夏萍、谷峰、李麗麗、恬妮                 |
| 1976 | 五毒天羅             | 楚原         | 洪素素   | 谷峰、岳華、汪洋、詹森、王俠、王鐘、徐少強、李麗麗         |
| 1977 | 決殺令               | 孫仲         | 石明珠   | 姜大衛、宗華、井淼、韋弘、王萊、顧冠忠、陳惠敏             |
| 1977 | 多情劍客無情劍       | 楚原         | 林詩音   | 狄龍、岳華、爾冬陞、谷峰、艾飛、余安安、井淼               |
| 1978 | 楚留香之二蝙蝠傳奇   | 楚原         | 柳無眉   | 狄龍、凌雲、爾冬陞、岳華、余安安、王鐘、王萊               |
| 1978 | 蕭十一郎             | 楚原         | 沈璧君   | 狄龍、劉永、文雪兒、詹森、李麗麗、唐菁、徐少強             |
| 1978 | 陸小鳳傳奇之綉花大盜 | 楚原         | 薛冰     | 劉永、岳華、凌雲、陳曼娜、施思、徐少強、艾飛               |
| 1978 | 倚天屠龍記           | 楚原         | 趙敏     | 爾冬陞、羅烈、余安安、張瑛、吳孟達、葉天行                 |
| 1978 | 倚天屠龍記大結局     | 楚原         | 趙敏     | 爾冬陞、余安安、王戎、韋弘、羅烈、徐少強、元華、楊志卿     |
| 1979 | 小樓殘夢             | 楚原         | 朱麗     | 凌雲、王萊、井淼、歐陽莎菲、宗華、思維、李壽祺             |
| 1979 | 孔雀王朝             | 楚原         | 朱七七   | 姜大衛、羅烈、王鐘、陳萍、李修賢、井淼、艾飛、元華、顧冠忠 |
| 1980 | 無翼蝙蝠             | 楚原         | 司馬東城 | 爾冬陞、唐菁、谷峰、王戎、歐陽佩珊、顧冠忠                 |
| 1980 | 摩登土佬             | 陳家蓀       | 史蓮娜   | 林子祥、古國華、麥德羅、齊豫                               |
| 1980 | 絕代英雄             | 許聖雨       | 龍雪兒   | 徐少強、姜大衛、劉尚謙、馬金谷、邵佩玲、余松照             |
| 1980 | 插翅難飛             | 楚原         | 商琳     | 狄龍、劉永、白彪、陳曼娜、王戎、艾飛、井淼、顧冠忠         |
| 1980 | 碟仙                 | 楚原         | 雅莉     | 凌雲、劉陸華、林珍奇、井淼、楊志卿、顧冠忠                 |
| 1981 | 魔劍俠情             | 楚原         | 林詩音   | 爾冬陞、狄龍、傅聲、谷峰、楚湘雲、岳華、顧冠忠、羅烈       |
| 1981 | 賭王鬥千王           | 程剛         | 七姑娘   | 胡慧中、凌雲、施思、王冠雄、宗華、楊惠姍、陳鴻烈、谷峰     |
| 1981 | 碧血劍               | 張徹         | 溫儀     | 郭追、文雪兒、龍天翔、鹿峰、王力、余太平                   |
| 1981 | 十殿閻羅             | 羅熾         | 白素貞   | 劉德凱、原森、戴秉剛、胡奇、吳家駒                         |
| 1981 | 陸小鳳之決戰前後     | 楚原         | 冷清秋   | 劉永、白彪、岳華、楚湘雲、潘冰嫦、孫建、龍天生             |
| 1981 | 賭王群英會           | 程剛         | 七姑娘   | 宗華、凌雲、施思、王冠雄、宗華、楊惠姍、陳鴻烈、谷峰       |
| 1981 | 射鵰英雄傳第三集     | 張徹         | 瑛姑     | 傅聲、妞妞、狄龍、楊雄、郭追、劉慧玲、江生、鹿峰           |
| 1981 | 沙家十五女英豪       | 程剛         |          | 凌波、歸亞蕾、湯蘭花、方芳芳、孫嘉琳、張盈真               |
| 1981 | 掃蕩大賭場           | 程剛         |          | 王冠雄、楊惠姍、梁修身                                     |
| 1982 | 賭王千王群英會       | 宗政桓       |          | 宗華、凌雲、楊惠姍、茅瑛、谷峰、李修賢                     |
| 1982 | 雜牌大進擊           | 張信義       |          | 李國修、陸一籠、陳觀泰 、張菲 、謝賢                       |
| 1982 | 御劍伏魔             | 方豪         |          | 谷峰、夏玲玲、張翼、孟飛、江生、徐淑媛、魯平               |
| 1982 | 大手王               | 孫材肅       |          | 王冠雄、潘迎紫、應采靈、馬永霖、胡因夢、梁修身             |
| 1983 | 血旗變               | 雷成功       | 白蓮花   | 戚冠軍、劉永、徐少強、張復健、雷成功、彭剛                 |
| 1983 | 大俠沈勝衣           | 楚原         | 步煙飛   | 狄龍、谷峰、關海山、歐陽佩珊、顧冠忠、沈勞                 |
| 1983 | 少林與武當           | 劉家輝       |          | 鄭少秋、劉家輝、陳玉蓮、王龍威、關海山、王清河             |

## 電視劇
| 年份 | 劇名                | 導演   | 角色   | 合作演員                                         |
| ---- | ------------------- | ------ | ------ | ------------------------------------------------ |
| 1985 | 玉佛心燈            | 楊道   | 玉格格 | 慕思成、林美齡、萬重山、張鵬、宋國棟、高明       |
| 1985 | 楚留香新傳-蘭花傳奇 | 李岳峰 | 蘇蘇   | 鄭少秋、高雄、姜厚任、吳豐、林靈、林秀君、郭妍妍 |

## 外部連結
- 中文電影資料庫─井莉
- 井莉在香港影庫上的簡介
- 井莉 （页面存档备份，存于），〈華文影劇數據平台〉